# ミゲール・コット 対 サウル・アルバレス戦
ミゲール・コット 対 サウル・アルバレス戦（ミゲール・コット たい サウル・アルバレスせん）は、2015年11月21日にアメリカ合衆国ネバダ州ラスベガスのマンダレイ・ベイ・イベント・センターで開催されるプロボクシングの試合。コットが指名挑戦者で元スーパーウェルター級統一王者のアルバレスを迎えての2度目の防衛戦を行うはずだったがコットがタイトル承認料30万ドルを払わずに王座を剥奪されたため、コットが勝利した場合王座が空位のままとなる変則的な形で試合が行われた。イベント名は『バトル・オブ・ラティーノス』(ラテン決戦)。前座には三浦隆司が指名試合でアメリカデビュー戦が行われる。この試合はHBOがペイ・パー・ビューで生放送した。

## メインイベント以外の放送カード
- WBC世界スーパーフェザー級タイトルマッチ 王者 三浦隆司 vs 1位 フランシスコ・バルガス
- スーパーバンタム級10回戦 元WBA・WBO世界スーパーバンタム級スーパー王者 ギレルモ・リゴンドウ vs 元WBA世界スーパーフライ級暫定王者 ドリアン・フランシスコ
- WBC世界フェザー級シルバー王座決定戦 ロニー・リオス vs ジェイソン・ベレス